# 维克托·叶尔马科夫
维克托·费奥多罗维奇·叶尔马科夫（俄语：Виктор Фёдорович Ермаков，1935年9月9日—），苏联军事领导人。1991年晋升大将。历任苏军中央集群司令、列宁格勒军区司令、苏联国防部副部长兼总干部局局长等职。

## 生平
1935年9月9日生于乌克兰第聂伯罗彼得罗夫斯克，父亲是一名军人。苏德战争期间疏散至乌拉尔山南麓的齐卡洛夫州，1943年回到哈尔科夫，后毕业于捷爾諾波爾州的中学。1953年参加苏军，1956年毕业于基辅联合军种自行火炮学校，在波罗的海沿岸军区和苏军驻德集群服役，历任坦克训练排排长、连长。1966年12月至1967年8月，任坦克训练营副营长。
1970年毕业于伏龙芝军事学院，历任莫斯科军区近卫坦克第4师步兵团副团长、坦克团参谋长等职务。1973年2月，升任团长。1973年8月至1974年7月，任团参谋长兼副师长。
1976年毕业于总参军事学院，任苏军中央集群近卫坦克第15师师长。1978年12月，任第28军军长。1980年7月，任敖德萨军区近卫第14合成集团军司令。
1982年5月至1983年11月，任第40集团军司令，参加阿富汗战争。1983年4月，任土耳其斯坦军区第一副司令。1984年10月，任驻捷克斯洛伐克苏军中央集群司令。1987年12月，任列宁格勒军区司令。1990年7月，接替苏霍鲁科夫担任苏联国防部副部长兼总干部局局长。1991年八一九事件后被解除职务。晚年居住在莫斯科，加入阿富汗战争退伍军人委员会、全俄退伍军人委员会。2008年，任俄罗斯联邦国防部总监察部总监察员。
叶尔马科夫是第十一届乌克兰苏维埃社会主义共和国最高苏维埃代表（1984年－1988年），俄罗斯人民代表大会代表（1990年－1993年）。

## 军衔
- 装甲兵少将（1978年）
- 装甲兵中将（1981年10月30日）
- 上将（1984年10月29日）
- 大将（1991年2月6日）